# Euphoria atra
Euphoria atra är en skalbaggsart som beskrevs av Bates 1889. Euphoria atra ingår i släktet Euphoria och familjen Cetoniidae. Inga underarter finns listade i Catalogue of Life.